# Dobszay László
Dobszay László (Szeged, 1935. február 2. – Budapest, 2011. augusztus 26.) Széchenyi-díjas magyar zenetörténész, népzenekutató, karnagy, egyetemi tanár.

## Tanulmányai
Már 1947-ben megkezdhette zenei tanulmányait a Zeneművészeti Főiskola zeneszerzés szakán, ahol mesterei Viski János (zeneszerzés), Engel Iván (zongora), Kodály Zoltán (népzene) és Szabolcsi Bence (zenetörténet) voltak. Itt 1957-ben végzett. Emellett az Eötvös Loránd Tudományegyetem magyar–történelem szakán tanult 1955 és 1959 között, ahol tanári diplomát szerzett.

## Pályafutása
1956-ban a Fővárosi Zeneiskolai Szervezetek zeneirodalmi és kamarazene tanára, emellett 1966-ban a Zeneakadémia oktatója, illetve Kodály és Rajeczky Benjamin hívására a Magyar Tudományos Akadémia népzenekutató csoportjának tudományos munkatársa lett. 1968-ban távozott az FZSZ-től, majd 1970-től a Zeneakadémia kinevezett tanára lett. Ugyanebben az évben Szendrei Jankával és Rajeczkyvel – elsősorban a gregorián zene, a késő középkori és liturgikus művek előadására – megalapította a Schola Hungarica énekkart, amellyel – a sikeres hazai fellépéseken kívül – vendégszerepelt többek között Ausztriában, Olaszországban, Franciaországban, Svédországban, Csehországban és Svájcban. Az együttessel számos hangfelvételt készített, és sok elismerésben volt része itthon és külföldön.
Az 1974-ben Zenetudományi Intézetté átnevezett kutatóközpontban 1975-től tudományos főmunkatársként dolgozott. 1975-ben védte meg a magyar népzene sirató-jellegű stílusáról írott kandidátusi értekezését, majd kinevezték a Zenetudományi Intézet régizene-történeti osztálya vezetőjévé. Az MTA Zenetudományi Bizottságának tagja, később elnöke lett. 1990-ben kinevezték a Zenetudományi Intézet népzenei osztályának, illetve a Liszt Ferenc Zeneművészeti Főiskola újonnan alapított egyházzene tanszakának vezetőjévé, majd 1992-ben egyetemi tanárrá. 1995-ben erőteljes szervező munkája révén jött létre a Liszt Ferenc Zeneművészeti Egyetem doktori iskolája, amelyen belül az Egyházzenei alprogram vezetője lett. 1999 és 2002 között Széchenyi professzori ösztöndíjjal kutatott. 2003-ban megvédte akadémiai doktori értekezését, majd 2005-ben emeritálták.
A régi zenéhez való vonzódása mellett a kortárs szerzők műveinek bemutatását is fontosnak tartotta, karmesterként működött közre például Kurtág György, Jeney Zoltán és Sáry László műveinek magyarországi bemutatóin és világpremierjein.
A Magyar Egyházzenei Társaság örökös elnöke, a Magyar Tudományos Akadémia Zenetudományi Bizottsága, az International Society of Musicology vezető testületének és az Európai Tudományos Akadémia (Academia Europaea) meghívott tagja volt. Részt vett számos nemzetközi sorozat és folyóirat szerkesztőbizottságának a munkájában. Elnöke volt a Széchenyi Irodalmi és Művészeti Akadémiának, de posztjáról 2011. április 20-án lemondott, mivel méltánytalannak tartotta, hogy az „ellen-akadémia”, a Magyar Művészeti Akadémia nevesítve bekerült az új Alkotmányba.
Dobszay László zenekutatói tevékenységét, a régi zene oktatásában és előadásában folytatott munkáját itthon és külföldön is elismerték. Hatvanadik születésnapján David Hiley, a neves brit zenetudós így méltatta: „Dobszay László nemcsak a gregorián zene kutatásában és muzikológiában, hanem a zenepedagógia, a jelenkori liturgikus zene és az előadóművészet terén is kiemelkedőt alkotott. […] a Schola Hungaricával új mintát teremtett a gregorián ének értő válogatásában és előadásában. […] Zenetudományi munkái ugyanakkor a 16–18. századot is átfogják, Bartók zenéjének is tekintélyes ismerője, s a monumentális Musicalia Danubiana sorozat irányítói közé tartozott.”

## Családja
Nős, házasságából hét gyermek született, ebből két leány- és öt fiúgyermek. Legkisebb gyermeke Dobszay Benedek, a magyarországi ferences rendtartomány provinciálisa.

## Díjai, elismerései
- Erkel Ferenc-díj (1984)
- Musica Omnium díj (1992)
- Budapestért díj (1998)
- Akadémiai Díj (2000)
- a Soros Alapítvány életműdíja (2001)
- Széchenyi-díj (2004)

## Főbb művei
- A hangok világa I–VI. (szolfézskönyv); Zeneműkiadó, Bp., 1964–1968
- Útmutató A Hangok Világa (Bevezetés a zeneirodalomba I.) szolfézstankönyv tanításához; Zeneműkiadó, Bp., 1966-1972
- Szendrei Janka–Dobszay László–Rajeczky Benjamin: XVI-XVII. századi dallamaink a népi emlékezetben I-II.; Akadémiai, Bp., 1979
- A siratóstílus dallamköre zenetörténetünkben és népzenénkben; Akadémiai, Bp., 1983
- Magyar zenetörténet; Gondolat, Bp., 1984
- A magyar dal könyve; az 1. fejezet Borsai Ilona munkája; Zeneműkiadó, Bp., 1984
- Dobszay László–Szabó Helga: Ének-zene; Tankönyvkiadó, Bp., 1985
- Dobszay László–Szendrei Janka: A magyar népdaltípusok katalógusa. Stílusok szerint rendezve; MTA Zenetudományi Intézet, Bp., 1988
- Dobszay László–Prószéky Gábor: Corpus Antiphonalium Officii, Ecclesiarum Centralis Europae. A preliminary report; / ford. Mészáros Erzsébet; MTA Zenetudományi Intézet, 1988
- Kodály után. Tűnődések a zenepedagógiáról; Kodály Zoltán Zenepedagógiai Intézet, Kecskemét, 1991 (angolul is)
- A gregorián ének kézikönyve; a 3. fej. Szendrei Janka munkája; Editio Musica Budapest, Bp., 1993
- A magyar népének; Veszprémi Egyetem, Veszprém, 1995
- Zsoltárelmélkedések, zsoltármagyarázatok. Szent Ágoston és Maurus Wolter szövegei alapján szerk. Dobszay László; Jel, Bp., 1997
- Magyar gregoriánum I–VI. (Schola Hungarica-hanglemezek)
- Liber Ordinarius Agriensis, 1509; szerk. és bev. Dobszay László; MTA Zenetudományi Intézet, Bp., 2000 (Musicalia Danubiana, 1.)
- Jegyzetek a liturgiáról; Új Ember, Bp., 2001
- Barsi Balázs–Dobszay László: "Íme, most fölmegyünk Jeruzsálembe". Hitünk misztériumai a nagyheti liturgiában; Márton Áron, Bp., 2001 (Fons et culmen, 1.)
- Corpus antiphonarum. Európai örökség és hazai alakítás; Balassi, Bp., 2003
- Socia exsultatione. A Rajeczky Benjamin születésének 100. évfordulóján tartott tudományos ülésszak előadásai; szerk. Dobszay László, Papp Ágnes; MTA–Liszt Ferenc Zeneművészeti Egyetem Egyházzenei Intézet, Bp., 2003
- Az esztergomi rítus; Új Ember, Bp., 2004
- Dobszay László válogatott írásai, 1995-2010; szerk. Kovács Andrea; Liszt Ferenc Zeneművészeti Egyetem Egyházzenei Kutatócsoport, Bp., 2010
- Népének szöveggyűjtemény. A magyar népének népzenei felvételeken c. hangzó kiadvány (szerk. Dobszay László és Németh István) melléklete; szerk. Kocsis Csaba; Premontrei Szt. Norbert Gimnázium, Egyházzenei Szakközépiskola és Diákotthon, Gödöllő, 2012 (Scholaria Praemonstratensia, 3.)
- Bevezetés a gregorián énekbe. Középfokra. Elmélet, fogalomtár, példatár; 2. bőv. kiad.; a fogalomtár és a példatár Balogh P. Piusz munkája; Liszt Ferenc Zeneművészeti Egyetem Egyházzene Tanszék–Magyar Egyházzenei Társaság, Bp., 2014 (Egyházzenei füzetek I. sorozat. Tankönyvek)
- A gregorián ének kézikönyve; a 3. fej. Szendrei Janka munkája; 2. jav. kiad.; EMB, Bp., 2017